# Wahlenbergia littoricola
Wahlenbergia littoricola är en klockväxtart som beskrevs av P.J.Sm. Wahlenbergia littoricola ingår i släktet Wahlenbergia och familjen klockväxter. Inga underarter finns listade i Catalogue of Life.